# Diana Stachowitz
 Diana Stachowitz (* 20. März 1963 in Zeven) ist eine deutsche Politikerin der SPD. Von 2008 bis 2023 war sie Mitglied des Bayerischen Landtages.

## Leben
In den Jahren 1980 bis 1985 machte Stachowitz eine Ausbildung zur staatlich anerkannte Erzieherin an der Fachakademie für Sozialpädagogik in Mölln und zeitgleich von 1984 bis 1985 ihre Fachhochschulreife an der Fachoberschule in Lübeck. Sie war von 1985 bis 1990 im Evangelisch-lutherischen Kindergarten in Traunreut tätig und übernahm neben der direkten Arbeit mit den Kindern die pädagogische Konzeptionsentwicklung. Sie arbeitet in den Jahren 1990 bis 1996 als freie Autorin, in der Fort- und Weiterbildung für den Fachbereich Elementarpädagogik und in der Beratung von Eltern in Erziehungsfragen. In den Jahren 1996 bis 1998 war sie Büroleiterin und -managerin des Landtagsbüros und von 1998 bis 2005 des Bundestagsbüros von Fritz Schösser.
Sie ist evangelisch-lutherisch. Sie hat zwei Kinder.

## Politik
Diana Stachowitz kandidierte im Jahr 2002 erfolgreich für den SPD-Ortsverein Moosach das erste Mal für den Münchner Stadtrat. Dort war sie bis zum Jahr 2008 Vorstandsmitglied der Fraktion, sportpolitische Sprecherin und familienpolitische Vizesprecherin. Zudem war sie in ihrer Funktion als Stadträtin Mitglied des Verwaltungsbeirates für Bereiche des Schulreferats und des Sportamts. Im Mai 2008 wurde sie ein zweites Mal in den Stadtrat gewählt, wo sie sportpolitische und seit 2008 zusätzlich schulpolitische Sprecherin der SPD war. Am 1. Januar 2009 schied Diana Stachowitz aus dem Münchner Stadtrat aus.
Sie kandidierte am 28. September 2008 im Stimmkreis München-Moosach und wurde über die Bezirksliste Oberbayern in den Bayerischen Landtag gewählt. Auch bei den Landtagswahlen 2013 und 2018 wurde sie über die Bezirksliste in den Landtag gewählt. Dort war sie Mitglied des Ausschusses für Wirtschaft, Landesentwicklung, Energie, Medien und Digitalisierung. Bei der Landtagswahl 2023 kandidierte sie erneut, erreichte aber kein Mandat.

## Veröffentlichungen
- Kreative Kinderfeste. Dekorationen, Rezepte, Spiele und Geschichten, Bassermann Verlag, Niederhausen 2001, ISBN 3-8094-1111-6.